# Gustav 2. Adolf af Sverige
Gustav 2. Adolf  (født 9. december 1594, død 6. november 1632) var konge af Sverige fra 1611 til 1632.
Han var søn af kong Karl 9. og kom til magten under Kalmarkrigen. Han regnes som protestanternes redningsmand, efter han i 1630 gik ind i Trediveårskrigen i Tyskland, hvor han sejrede ved Breitenfeld nord for Leipzig 1631, indtog München 1632, men blev stoppet ved Nürnberg og dræbt i et uafgjort slag ved Lützen. Han var særlig medvirkende til, at skydevåben blev den dominerende våbenart på den europæiske slagmark ved at omforme musketten og omdanne store dele af infanteriet til musketerer.

## Barndom og opvækst
Gustav 2. Adolf var søn af hertug Karl af Södermanland, senere Karl IX, og Christina af Slesvig-Holsten-Gottorp, datter af hertug Adolf af Slesvig-Holsten-Gottorp og sønnedatter til landgreve Filip den Ædelmodige af Hessen.
Gustav Adolfs opdragelse lededes med stor omhu af Johan Skytte efter reformationens og humanismens ideer. Sideløbende med den teoretiske uddannelse gik den praktiske.
Meget tidligt fik Gustav Adolf lejlighed til at deltage i politisk gerning, og fra 1610 optræder han næsten som faderens medregent. I Kalmarkrigen var han yderst virksom; det var ham, der indtog Kristianopel med alle de forråd, der fandtes i denne fæstning 26. juni 1611.
30. oktober 1611 døde Karl 9. Egentlig skulle en formynderregering have styret riget, i det mindste til Gustav Adolf var fyldt 18 år, men allerede 26. december erklæredes han af stænderne for myndig, og først nu antog han kongenavnet. I mellemtiden blev de fleste regeringsforretninger afgjort i enkedronningens navn; foruden hende havde hertug Johan, søn af Johan 3., haft del i formynderregeringen.

## Kalmarkrigen
Gustav Adolfs første opgave som konge blev at forsvare riget mod Christian 4., der i februar 1612 foretog et hærgningstog i det nordøstlige Skåne, som blev hårdt ødelagt. På tilbagetoget blev Gustav Adolf ved Wittsjö overrumplet af en dansk rytterstyrke under Gerd Rantzau og Anders Steensen Bille. Svenskerne led alvorlige tab, og Gustav Adolf var på flugten nær ved at drukne i Pickelsøen ved Wittsjö (Vidsø). Under sommerfelttoget 1612 måtte Gustav Adolf søge at hindre foreningen mellem de to danske hære, som fra øst- og vestkysten marcherede mod Sveriges centrale dele; han viste her prøve på feltherreegenskaber, særlig ved en behændig anvendelse af »de indre linjer«. Om end det ikke lykkedes Christian 4. at tilføje Sverige noget afgørende nederlag, så havde han dog under krigen haft en vis overmagt, og Freden i Knærød blev ret dyrekøbt for Gustav Adolf: Betalingen af løsepengene for Elfsborg, som danskerne havde erobret, krævede navnlig yderst følelige ofre.

## Krigen med Rusland
Efter fredsslutningen i Knærød vendte Gustav Adolf sig mod Rusland. Han havde også arvet denne krig fra sin fader, som havde blandet sig i de dmitriske uroligheder, vel nærmest for ved landvindinger at søge dækning for den finske grænse og for at hindre, at Polen fik for stor indflydelse i Rusland. Gustav Adolfs krig mod Rusland var hovedsagelig en belejringskrig; det vigtigste resultat var erobringen af byen Gdov i september 1614. Freden sluttedes i Stolbova 1617. De store erobringsplaner, der havde foresvævet Gustav Adolf og hans mænd — Novgorods erobring og en udvidelse af Finland op mod ishavet — kunne ikke realiseres, efter at Rusland var blevet konsolideret under Mikhail Romanov, og stod også i for stærk modstrid til Englands handelsinteresser, men hvad der vandtes, var ikke ubetydeligt: Ingermanland og Kexholms län (Karelen). Gustav Adolf havde herved gjort det ret vanskeligt for russerne at gentage sådanne hærgende indfald i Finland og Sveriges øvrige baltiske landsdele, som var gjort under de tidligere Vasa-konger. Pejpus, Narova, de ingermanlandske sumpe og den havlignende Ladoga-sø syntes ham nu at være en naturlig grænse: "det skulde blive svært for russerne at springe over den bæk". Gustav Adolf havde også nu draget den grænselinje, der senere er blevet den adskillende mellem Finland og Rusland.

## Samfundsreformatoren
Efter 1617 indtræder den fredeligste periode af Gustav Adolfs regering. For den svenske stats- og samfundsudvikling var han utrættelig virksom, ikke blot under denne fredsperiode, men også i krigstiderne, som jo optog den allerstørste del af hans regering. I alt sit arbejde støttedes han kraftigt af rigskansleren Axel Oxenstierna. Disse to geniale personligheder så at sige fuldstændiggjorde hinanden: Gustav Adolf med sin geniale skarpsindighed og sin ildfulde iver, der dog ikke udelukkede et realistisk syn på forholdene, og Oxenstjerna med sin urokkelige ro, kolde beregning og praktiske rutine udgjorde et statsmandspar, hvis lige sjælden har eksisteret. Gustav Adolf er den, som definitivt har organiseret og lovbundet det kongedømme, som skabtes af Gustav Vasa. Dette var i de forudgående urolige tider fremtrådt som en stedse mere påtrængende nødvendighed, og ved Gustav Adolfs tronbestigelse havde stændernes postulater og kongens forsikringer syntes at skulle medføre en indskrænkning af kongemagten, hvilken dog neutraliseredes af Gustav Adolfs personlige egenskaber og glimrende regering. Han ordnede rigsdagen og gav den mere bestemte former, frem for alt ved organisering af rigsdagen og ridderhusordningen 1626. Rigsdagen afløste nu definitivt landskabsmyndighederne i lovgivningen, og det blev regel, at kongen og stænder gav lovene. Også trængte den grundsætning igennem, at beskatningsretten tilkom stænderne, om end dens udøvelse endnu ikke var indskrænket til den formelige almindelige rigsdag. Bestemt indførtes inddelingen af rigsdagen i fire stænder, adelen med krigsbefalingen som anneks, præster, borgere og bønder.
Rigsrådet fik ved Gustav Adolf en til en vis grad ny virksomhed, idet han holdt rigsråderne til uafbrudt arbejde i statens tjeneste; ved at indrette faste embedskontorer i hovedstaden og lade rådsherrerne gøre tjeneste i disse lagde han grunden til det faste »Rådskammer«, der senere blev forvaltningens centralorgan. Gustav Adolf er skaberen af embedskollegierne i Sveriges administration, de første var kancelliet og kammeret. Nu uddannedes også for første gang et svensk diplomati. I den højere forvaltning havde Gustav Adolf således bragt orden og rede og umuliggjort en gentagelse af det fra hans farbrødres tid kendte, fordærvelige sekretærregimente. Den lavere administration havde også været uordnet, og almuen havde lidt under trykket af selvrådige fogder. Også her greb Gustav Adolf ind, reformerende og ordnende, en bestemt lensinddeling indførtes, civil og militær myndighed adskiltes, og den første overdroges til landshøvdinger. For retsplejen skabtes Svea Hofret 1614 som overdomstol. Derved skulle den mangel afhjælpes, som var opstået ved de gamle kongelige rettertings ophør; hofretten blev dog næsten straks en instansdomstol nærmest under kongens dom, og Gustav Adolf stiftede også Hofretten i Åbo og i Dorpat (Tartu). Gustav Adolf har også i Sverige indført en ordnet statshusholdning: budget oprettedes, og rigshovedbog førtes for første gang.
Skatteforholdene blev imidlertid en svag side i Gustav Adolfs forvaltning. De stadige krige og tillige statens udvidede virksomhed medførte en hård skattebyrde. Nye skatter og acciser måtte pålægges, og foruden ordentlige midler måtte der gribes til at sælge krongodser. Dog gjorde Gustav Adolf meget for at sætte folket i stand til at bære skattebyrden: således indførtes fx en mere ligelig skattefordeling og ny skattelægning. Nogen mere almindelig misfornøjelse synes heller ikke at have hersket blandt bønderne. For handelens og industriens fremme virkede Gustav Adolf ivrigt efter princippet om statens formynderskab og regulering af næringslivet. Handelskompagnier — eksempelvis Kobberkompagniet — oprettedes.
I længden bar disse sig dog ikke. Man anvendte kraftige midler, ikke mindst tvang, for at koncentrere al handel og industrivirksomhed til byerne. Flere nye byer, blandt dem Gøteborg, anlagdes. Gustav Adolf er den første svenske monark, som på nogen kraftigere måde tog sig af den åndelige udvikling og undervisning. Uppsala Universitet genoprettede han ved den storartede gave af 300 gustavianske arvegårde: det var hans private formue, der kom til økonomisk at betrygge universitetets tilværelse. I Vesterås, Strångnås, Linkoping, Åbo og Viborg indrettede han gymnasier. Han kan siges i Sverige at have indført den afgiftsfri undervisnings princip, der siden har udmærket de svenske skoler. I henseende til kirken påtænkte Gustav Adolf et generalkonsistorium, som skulle have den øverste ledelse af kirke og skole, fattigvæsenet og sygeplejen; det skulle bestå både af gejstlige og verdslige medlemmer. Denne plan strandede imidlertid på modstand fra kirkens side. På næsten alle områder af stats- og samfundsliv har Gustav Adolf grebet ind, nyskabende og livvækkende; næsten over alt har han afstukket den vej, ad hvilken den senere udvikling er blevet ført videre. Med skarpt blik for, hvad der trængte til at gøres, har han forenet et virkeligt realpolitisk begreb om, hvad der kunne udføres, og en vældig arbejdsevne.
Det er nemlig ejendommeligt, at det store samfundsarbejde under Gustav Adolf udførtes under næsten stadige krige, ledede af kongen personlig. Træffende er han bleven kaldt »sædemanden fra den fremilende stridsvogn«. Gustav Adolfs karakter var frem for alt en sådan, som præges af harmoni mellem alle sjælens egenskaber. Der er blevet sagt, at Vasa-ættens teoretiske, kunstneriske sind og praktiske viljekraft hos ham dannede et hele af høj intelligens og handlekraft. Frem for alt fremtræder hans praktiske begavelse. Han blev realpolitiker i den forstand, at han aldrig søgte mål ud over det rimeliges grænser og altid træffende bedømte sine egne og andres kræfter. Men de mål, han stræbte efter, stod for ham selv, såvel som for hans folk, som de store ideelle mål. Fremragende egenskaber hos Gustav Adolf er hans menneskekærlighed, forsonlighed og mildhed.
Tolerance mod anderledes troende viste han i den sidste del af sin regering; til de strenge forordninger, som 1617 gaves og også anvendtes mod katolikkerne, gav vel modsætningen til Polen og frygten for den katolske reaktion for en stor del anledning. Gustav Adolf viste alvorlig gudsfrygt i sand luthersk ånd, uden al bigotteri. Selvfølelse, men også selvbeherskelse fremtræder hos ham; det sidste er så meget mere anerkendelsesværdigt, som han i lighed med de fleste Vasaer havde et heftigt sind; når han i Tyskland stundom pristes næsten som en guddommelig befrier, afviste han med næsten utrolig ydmyghed en sådan hyldest. Både som menneske og regent er Gustav Adolf blevet dadlet for i for høj grad at have begunstiget adelen og tildelt den for store privilegier på de øvrige samfundsklassers bekostning. Hans forhold til adelen var imidlertid i høj grad betinget af de tidsforhold under hvilke, han levede. Adelen, som var blevet trængt til side under Gustaf 1., havde senere trængt sig frem og på en vis måde stillet sig i modsætning til Vasa-kongedømmet.
Karl 9. var gået frem med blodig strenghed mod den. Gustav Adolf var den, som forsonede adelen med kongedømmet, idet han knyttede adelen til sidstnævnte i det store reformarbejde. Adelen blev embedsstanden og var vel det eneste element i samfundet, som kunne blive det. Den blev ganske vist udrustet med store privilegier, men der blev også stillet store krav til den i statens tjeneste. Den ordnedes til en særlig stand ved Ridderhusets oprettelse, men denne stand stod dog i stadig forbindelse med de ufie ved den jævnlige nyadling. Enhver, som på et eller andet område havde udmærket sig, optoges i adelen; denne skulle altså på ethvert tidspunkt i sig rumme landets bedste mænd. Uligheden med den danske adel på samme tid fremtræder her skarpt.

## Polske krig
1621 begyndte atter den polske krig, under hvilken Gustav Adolf skulle udvikle den svenske hær og stadfæste sit eget feltherrery. Kampen med Polen var fra én side set en fortsættelse af tronstriden mellem Karl 9. og Sigismund, den var imidlertid også en strid til forsvar for og til udvidelse af Sveriges baltiske magt, der truedes ved poloniseringsforsøgene i Livland; den svensk-polske strid var endelig også, og dette indså Gustav Adolf til fulde, et led i den store europæiske kamp mellem katolicismen og protestantismen. De første felttog førtes (1621—26) i Livland og havde til resultat Livlands erobring. Riga tages allerede 1621, og Slaget ved Wallhof 1626 betrygger den svenskbaltiske magt mod den kurlandsk-litaviske side. Gustav Adolf havde imidlertid ikke tabt den store strid i Tyskland af syne. Han føler allerede den protestantiske sag som sin og Sveriges sag, og han er ikke uvillig til at gribe aktivt ind. Det bliver imidlertid Danmark, som først griber ind, og Gustav Adolf holder sig tilbage. Tanken om de to nordiske rigers »incompatibilitet« synes at have været for stærk til, at en tilnærmelse mellem dem skulle kunne finde sted.
Gustav Adolf forlægger sin krigsskueplads til Preussen. 1626—29 kæmper han her i Weichsel-egnene med Polen og optræder også hårdhændet mod det hohenzollerske Østpreussen. Han er ikke langt fjernet fra den tyske krigsskueplads, og han må også senere hen i krigen kæmpe mod kejserlige tropper, der er kommet Polen til hjælp. Gustav Adolf er imidlertid herre omkring Nedre-Weichsel, men i det egentlige Polen er han næppe trængt ind. Striden mellem det protestantiske Sverige og det katolske Habsburgs drabant Polen var et moment i den store religionskrig, men Gustav Adolf synes at være kaldet til en endnu kraftigere og mere direkte deltagelse i denne, da Christian 4. havde totalt uheld med sig, og i den kejserlige magt mere og mere bredte sig i Nordtyskland. Ved fransk mellemkomst afsluttedes våbenhvile mellem Gustav Adolf og Sigismund i Altmark 1629: Sverige beholdt Livland og 4 vigtige preussiske havne.
Christian 4. havde ved Ulfsbåck-mødet 1629 vist sig utilbøjelig til en sammenslutning med Gustav Adolf og sluttede Freden i Lybeck. Gustav Adolf var ene om at optræde mod kejseren. Han gjorde sig nu til aktiv repræsentant for protestantismens sag mod Habsburg, og han søgte ved angreb at forebygge de farer, som fra den jesuitisk-absolutistiske magt kunne true Sverige. Det har været genstand for megen tvist, hvilke inderste motiver det var, der drev Gustav Adolf til at indblande sig i den tyske krig. At det ikke var krigslyst og personlig ærgerrighed, er ganske sikkert. Om der efter religiøse eller politiske motiver var de stærkeste, derom turde det være ørkesløst at tviste. Protestantismens sag i Tyskland og den svenske stats tryghed og uafhængighed over for de kejserlige Østersø-planer, det var for Gustav Adolf ét og det samme, set fra forskellige sider. I Gustav Adolf at ville se enten udelukkende den trosstærke, protestantiske »Gideon« eller kun den store kriger og nordiske politiker er utilbørligt; man skiller derved ting, der hører uopløselig sammen.

## Hærreformatoren
Gustav Adolfs militære magtmidler var ved den tyske krigs begyndelse ikke at foragte. Han havde skabt en ny hær og en ny krigskunst; han havde allerede vist sig som en feltherre af første rang. Gustav Adolf udviklede kraftigt den svenske hær og gav den en mere fuldkommen organisation. Denne betegnedes af, at hæren hovedsagelig rekrutteredes ved udskrivning på grundlag af almindelig værnepligt. Udskrivningen blev ordnet og skete så ensartet som muligt. Gustav Adolfs hær var i virkelig forstand en national hær; selv om under krigen et så stort antal fremmede hvervedes, at de udgjorde flertallet inden for den samlede hærstyrke, var det dog altid den nationale kerne, som gav det hele sammenhold og satte sit præg derpå.
I bevæbningen, særlig musketerernes, indførte Gustav Adolf vigtige forandringer; særlig skal her nævnes indførelsen af enhedspatronen og enhedskaliberet (20 mm) og formindskelsen af muskettens vægt; den nåede i Gustav Adolfs hær til 4,7 å 5,i kg, mens de kejserlige musketerers våben vejede 6,8 kg. Disse forandringer er blevet anset for at være af lignende betydning for deres tid som indførelsen af bagladesystemet i nyere tid. Rytteriet kom til at angribe i galop med større fart, end tidligere var brugt; dets indhug forberedtes ved ild fra de mellem rytterigrupperne stående musketerafdelinger. Kanonantallet var i Gustav Adolfs hær større end i nogen anden samtidig hær, og det forøgedes uophørlig. Angående hærens forplejning holdt Gustav Adolf ikke fast ved noget bestemt system; han anvendte et blandet magasin- og rekvisitionssystem på en måde, som senere først gennem Napoleon atter er kommet til ære og værdighed. Frem for alt vågede han over, at ingen plyndring forekom, og holdt en streng krigstugt.

## Krigene i Tyskland
Maj 1630 tog Gustav Adolf afsked med stænderne; i juni steg han i land på Ruden i nærheden af Usedom. Endnu havde han ingen forbundsfæller i Tyskland; men snart tvang han hertugen af Pommern til at tage parti for Sverige. Gustav Adolfs første opgave var nu at skaffe sig en strategisk basis. Det lykkedes ham fuldstændig, og juledag 1630 indtog han den kejserlige lejr ved Garz-Greifienhagen. Kejserhæren under Conti og Schaumburg havde vist sig ikke at eje tilstrækkelig modstandskraft over for Gustav Adolf. Denne opererede nu videre i Oder-linjen. I januar 1631 afsluttedes med Frankrig subsidieoverenskomsten i Bårwalde, og af de tyske stæder var Magdeburg trådt over på Gustav Adolfs side. Han synes nu at have tænkt sig en fremtrængen mod Elben, for der at søge at forene andre tyske tropper med sig, hvor efter man skulle trænge frem mod arvelandene. Nu nærmede imidlertid Tilly sig; men over for Gustav Adolfs velvalgte stillinger og rolige metodiske anordninger kunne han intet udrette og måtte efter yderst anstrengende marcher gå tilbage til Elben; han begyndte nu at belejre Magdeburg. For Gustav Adolf var det af vigtighed i at redde denne by, men dette umuliggjordes ved de to nordtyske kurfyrsters, frem for alt den brandenburgskes, uvillighed. Magdeburg faldt maj 1631 og blev opbrændt; muligvis var ilden blevet påsat på befaling af Magdeburgs kommandant, Falkenberg, hvem Gustav Adolf havde sendt for at tage ledelsen af forsvaret, og som senere var den kommanderende under stormen. Efter Magdeburgs fald optræder Gustav Adolf hårdhændet mod Georg Vilhelm af Brandenburg og tvinger ham til vigtige indrømmelser. Gustav Adolf kan nu gå over til Elb-linjen. Han tager stilling i ved Havels udløb i Elben. Positionen var mesterlig valgt og trodsede alle Tillys angrebsforsøg.
Det saksiske spørgsmål blev nu brændende. Kurfyrst Johan Georg havde hidtil søgt at indtage en stilling mellem magterne, at danne et tredje parti. Hele hans politiske system gjorde bankerot, da Tilly nu fik ordre til med magt at tvinge ham til lydighed mod det katolske parti. Han måtte kaste sig i Gustav Adolfs arme. Hjælpen kom, og i Slaget ved Breitenfeld 7. september 1631 blev, til trods for den saksiske hærs flugt, sejren svenskernes. Den ny, svenske krigskunst havde fuldstændig sejret over for den gamle spanske. Hele den politiske situation var med et slag forandret. Alt, hvad der var sket efter og ved sejrene over Bohmen, Pfalz og Danmark, syntes ophævet ved Breitenfeld-slaget. Gustav Adolf var nu afgjort det protestantiske Tysklands leder. Han sendte Johan Georg mod Bøhmen, mens han selv over Thüringer Wald rykkede ned i Main-linjen. Denne march synes mere at være bestemt af politiske grunde, nytten af at stille sig i direkte forbindelse med Sydtysklands protestanter, end af militære, der vel nærmest burde have talt for en forfølgelse og oprivning af Tillys hær, som havde trukket sig tilbage til Nedresachsen og Weser-egnene. Gustav Adolf rykkede frem til Mainz, hvor han opholdt sig i vinteren 1631—32; han var nu på højden af sin magt, og hans hovedkvarter var midtpunktet for det europæiske diplomatis virksomhed. Hans stilling var glimrende, men allerede betragtedes han med en vis mistro af sine franske allierede.
Felttoget 1632 rettedes først og fremmest mod Bayern, hvis kurfyrste, Maximilian, var Den katolske Ligas chef. Ved Donauworth gik Gustav Adolf over Donau og snart også over Lech, hvor Tilly besejredes. Bayerns Hovedstad faldt, og Gustav Adolf syntes snart at være herre over Donau-linjen. I denne nød er det, at kejseren, allerede frygtende for en svensk fremrykning mod Wien, vender sig til Wallenstein. Ved store indrømmelser formår han denne til at tage kommandoen. Wallenstein samlede med stor hurtighed en hær og manøvrerede sakserne ud af Bøhmen. Gustav Adolf havde for et sådant tilfældes skyld anbefalet kurfyrsten at retirere i Eger-linjen, hvorpå svenskerne og sakserne forenede ville kunne tage stilling ved Koburg, en anordning, som vidnede om stort strategisk skarpsyn. Kurfyrsten gik imidlertid tilbage mod Sachsen i nordlig retning. Wallenstein forenede sig med Maximilian af Bayern. Gustav Adolf forblev ved Nürnberg, hvor han indtog en befæstet stilling over for Wallensteins hær. Han befandt sig imidlertid i en vis isoleret stilling og havde på en vis måde mistet initiativet i krigsbevægelserne. Efter at have fået forstærkninger gjorde han et anfald på den fjendtlige stilling, men dette mislykkedes. Da også hæren svækkedes stærkt ved pest, vendte Gustav Adolf sig atter mod syd og rykkede igen ind i Bayern. Wallenstein gik mod Sachsen, undervejs trækkende forstærkninger til sig. Det viste sig snart, at Gustav Adolf måtte følge Wallenstein, som kunne true hans forbindelse med Norden. Johan Georg var desuden langt fra nogen pålidelig forbundsfælle. Uden derfor at forlade offensiven på andre hold rykkede Gustav Adolf over Thüringer Wald ind i Sachsen; 6. november 1632 stod Slaget ved Lützen. Sachserne stod endnu borte på den højre strand af Elben; men da Wallenstein havde sendt Pappenheim af sted mod Halle, besluttede Gustav Adolf at angribe. Hans mening var at trænge Wallenstein nordpå og afskære ham forbindelsen med arvelandene. Manøvreringen under slaget vanskeliggjordes ved den tætte tåge, og inde i mørket faldt Gustav Adolf under et rytterichok; sin vane tro tog han personlig del i fægtningen. Det var mod kejserlige kyrasserer, han faldt. Slaget endte med sejr for svenskerne; den var dog ikke så fuldstændig, at Wallenstein ikke kunne trække sig tilbage mod Bøhmen.

## Eftermæle
Gustav Adolf var, så vidt man kan dømme, uundværlig for sin tid; efter hans død gik den politiske udvikling i en hel anden retning end den, han havde afstukket. Der fandtes ingen, som fuldt ud kunne optage og gennemføre hans planer. Gustav Adolf har sikkert ikke tænkt på at bemægtige sig kejserkronen. Hans mening var at danne et Corpus euangelicorum, en fast sammenslutning af Tysklands protestanter under Sveriges protektion og overhøjhed. Sverige selv skulle væsentlig styrkes, og formodentlig har Gustav Adolf også tænkt sig en dynastisk forbindelse mellem den svenske arvetagerske, Kristina, og kurfyrst Frederik Vilhelm af Brandenburg. Var imidlertid alt dette lykkedes, så ville vel uden tvivl det gamle tyske kejserrige være blevet sprængt, og Gustav Adolf i virkeligheden være blevet den første i Tyskland. I senere tid er opmærksomheden blevet rettet på, at Gustav Adolf har villet grunde sin magtstilling også på en kommerciel og økonomisk sammenslutning i Tyskland under svensk indflydelse. Han har altså villet grundlægge en stærk nordeuropæisk-protestantisk, skandinavisk-germansk magt.
Gustav Adolf var siden 1620 gift med Maria Eleonora af Brandenburg, datter af kurfyrst Johan Sigismund af Brandenburg. Hun var født 1599 og døde 1655. Sin ungdomskærlighed til den svenske adelsdame Ebba Brahe (1596—1674) havde han for en stor del af hensyn til sin moder måttet ofre. Gustav Adolfs eneste efterlevende barn med Maria Eleonora var dronning Kristina. Fra en forbindelse mellem Gustav Adolf og en hollandsk kvinde, Margareta Slots, nedstammede slægten Vasaborg. Gustav Adolf ligger begravet i Riddarholmskirken.
Hans rytterstatue, modelleret af Pierre Hubert L'Archévêque, er rejst i Stockholm 1796. Göteborg har siden 1854 en statue af Gustav Adolf, modelleret af Bengt Erland Fogelberg; i Sundsvall er også rejst en statue af ham, i Bremen er rejst den første afstøbning efter Fogelbergs model.